# Stegophiura nodosa
Stegophiura nodosa är en ormstjärneart som först beskrevs av Christian Frederik Lütken 1855.  Stegophiura nodosa ingår i släktet Stegophiura och familjen fransormstjärnor. Inga underarter finns listade i Catalogue of Life.